# くだんのはは
『くだんのはは』は、小松左京による短編小説。初出は『話の特集』1968年（昭和43年）1月号。

## 概要
本作には、小松の戦争体験の影響が大きい。小松の分身を思わせる旧制中学校の生徒の語りで、超自然的で恐ろしい「くだん」（件）にまつわる逃れがたい物語が展開される。
本作は、ホラーとしての評価が高く、ホラーのアンソロジーや幻想小説のアンソロジーに何度も選ばれており、人気が高い。「戦後の恐怖小説の中でも、必ずベストの一つに挙げられる」、「小松左京の最も恐ろしいホラー」とも評される。
手塚治虫は本作を「小松さんの傑作のひとつ」として挙げ、武川智美は、朗読に当たって読み進めるうちに大きな恐怖へと変わっていったと感想を述べる。また武川は作品タイトルがひらがなであることに違和感を抱くが、 松田哲夫はタイトルは靖国神社のある九段（くだん）とのダブルミーニングで、皇国が臣民を虐げつつその臣民の魂を守護神とする構図を糾弾する意図があったものと解釈する。
内田百閒の小説に同じく件を題材にした作品（『件』）があり、種村季弘はその影響を想定するが、小松が内田の小説を知ったのは本作執筆の「だいぶあと」だそうである。また、「件を見たものは、件を産む」という伝承は本作に発するものという。

## あらすじ
昭和20年（1945年）6月。良夫は父親とともに兵庫県芦屋市の家で暮らしていたが、阪神間大空襲で家が焼けてしまう。住む場所を失い困る良夫たちであったが、かつて家の家政婦をしていたお咲が心配して駆けつけ、現在住み込みで勤めている屋敷へと案内してくれる。父親は良夫を独り置いて疎開先の工場へと去って行ったが、その実は不倫相手のアパートに転がり込むためであった。
その屋敷は空襲の危険もなく、戦況が苦しくなっているにもかかわらず、食事に困らない。大きな屋敷にもかかわらず住んでいる人物は、お咲、病気にかかっているという姿を見せない女の子、その女の子の母親で屋敷の主である「おばさん」だけ。良夫は毎日を生きるのに精一杯であり、違和感は覚えるものの謎を追求しようとはしなかった。それでも、時おり、誰かの視線を感じたり、すすり泣く声を聞いたり、お咲が血のようなどろっとした物が盛られた皿や血膿の臭いがする汚れた包帯を持って奥の間に出入りするのを見かけたり、獣の毛が付いた血肉の塊を見る。おばさんも良夫の母親と弟妹の疎開先が広島県と聞いて心配したり、「（芦屋のもっと西はここより）もっとひどい事になるわ」「もうじき何も彼（か）も終わります」というようなわけのわからない予言を言う。
そして8月15日。予言のせいで敗戦したのだと怒った良夫は、ついに奥の間に隠されていた病人を見ることとなった。ところが、それは年のころ12、3才位の牛頭の女の子で、おばさんの語るにはその子は種々の予言で家を救う守り神であり、おばさん夫婦の先祖が代々虐げてきた百姓の怨みの結晶した「劫」（業）でもあった。そして良夫の身に不幸が起こるからと他言を禁じる。
22年後（昭和42年、1967年）、社会の空気が再び戦争中のように不穏なものへと変わって行く頃。良夫はお咲が運んでいた皿に盛られたものが何だったのか、聞いておけば良かったと思い返す。良夫には娘が産まれたが、他言無用を守っていたにかかわらずその娘の頭には奥の間で見た女の子同様に角があった。

## 登場人物
良夫
語り手。昭和20年当時、中学3年生。兵庫県神戸港に動員され特殊潜航艇の造船に従事する。
おばさん
お咲の雇い主。タイトルロール。
お咲
良夫の家の元家政婦。戦争で、家が焼けてしまった良夫たちを自分が働いている屋敷に案内してくれる。

## 漫画化
以下のように3度、漫画化されている。
- 石森章太郎 - 『別冊少年マガジン』1970年4月号[2]
  - 短編集の『歯車』（角川ホラー文庫）に所収。
- 萩原玲二 - 『コミック特盛新耳袋アトモス』2015年6月号[2]
- 児嶋都 - 「小松左京の怖いはなし ホラーコミック短編集」シリーズの1編 2016年8月より配信[2][7]。
  - 2017年にはシリーズ合本版も電子書籍として配信開始されている[2]。

## 朗読
- 白石加代子の朗読劇『百物語』で本作が読み上げられている[2][8]。1992年公演[8]。
- 橋爪功の朗読劇『ちょっぴりコワイ話』で本作が読み上げられている[2][9]。2013年公演[9]。
- 2016年に毎日放送は、小松左京の生誕85年、没後5年を記念して小松の8短編をAudibleで公開した。「くだんのはは」は武川智美が朗読している[1]。